# 29 Piscium
29 Piscium är en misstänkt variabel i Fiskarnas stjärnbild.
Stjärnan har visuell magnitud +5,11 och saknar fastställd amplitud eller period för sina variationer.